# 天津鹏瑞利医院
天津鹏瑞利医院，位于天津市西青区张家窝镇枫雅道2号，毗邻京沪高速铁路天津南站，2024年12月16日获批。天津鹏瑞利医院由新加坡鹏瑞利集团投资建设，总投资额约10亿元人民币，拥有500张床位，是中国第一家获批的外商独资三级综合医院。2025年2月26日，正式开诊。

## 历史
2018年，鹏瑞利集团选址天津市西青区张家窝镇的天津南站建设医疗综合体。2024年9月25日，天津鹏瑞利酒店群正式开业和医疗群落成。
2024年9月，中国商务部、国家卫生健康委、国家药监局三部门9月发布《关于在医疗领域开展扩大开放试点工作的通知》，允许在天津等九省市设立外商独资医院。
2024年11月29日，上海壹博医院有限公司和鹏瑞利集团合资建设天津壹博鹏瑞利脑科医院开诊。
2024年12月16日，天津鹏瑞利医院获天津市卫生健康委员会颁发《医疗机构职业许可证》，成为中国扩大开放外商独资医院试点后，第一家获批的外商独资三级综合医院。
2025年2月26日下午，天津鹏瑞利医院正式开诊。